# 草豆蔻
草豆蔻又称海南山姜、草蔻，为姜科山姜属多年生草本植物。其种加词“hainanensis”意为“海南的”。

## 外部連結
- 草豆蔻 （页面存档备份，存于） 藥用植物圖像數據庫 (香港浸會大學中醫藥學院) （中文）（英文）
- 草豆蔻 中藥材圖像數據庫  (香港浸會大學中醫藥學院) （中文）（英文）